# NGC 450

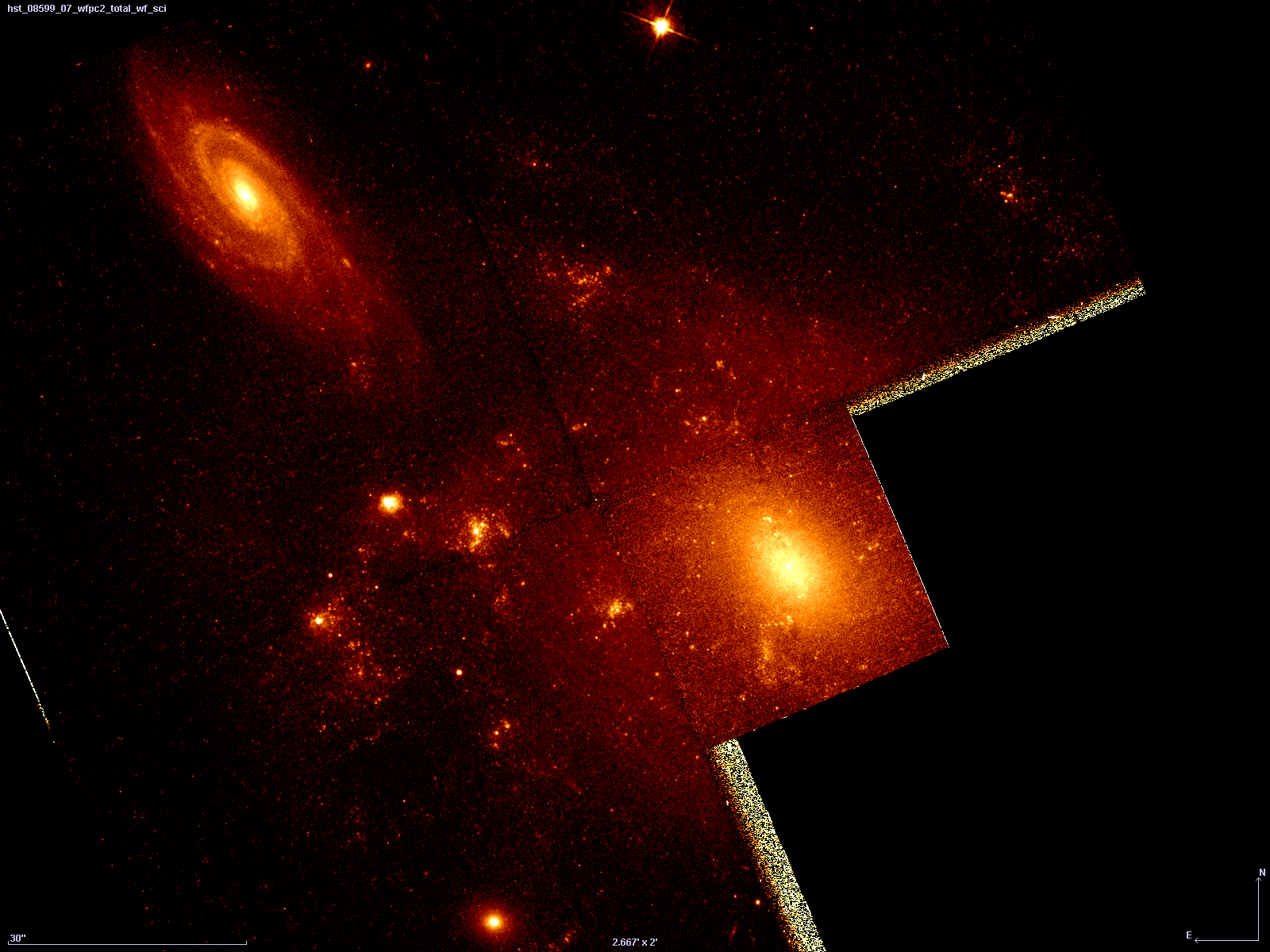
NGC 450 (Telescopul spațial Hubble)

NGC 450 este o galaxie spirală situată în constelația Balena. A fost descoperită în 1 octombrie 1785 de către William Herschel. De asemenea, a fost observată încă o dată de către Heinrich Louis d'Arrest.